# Књига Бобе Фета
Књига Бобе Фета (енгл. The Book of Boba Fett) америчка је телевизијска серија чији је аутор Џон Фавро за Disney+. Део франшизе Ратови звезда, одвија се након догађаја у филму Повратак џедаја (1983), а спиноф је серије Мандалорац. Прати ловца на главе Бобу Фета из Мандалорца и других медија Ратова звезда док се успоставља као нови владар на некадашњој територији Џабе Хата.
У главној улози је Темуера Морисон као Боба Фет, док Минг-На Вен тумачи улогу Фенек Шанд. Обоје понављају своје улоге из серије Мандалорац и других медија Ратова звезда. Било је неколико покушаја да се развије самостални филм усредсређен на Боба Фета пре него што је Lucasfilm дао предност стриминг-серијама као што је Мандалорац. Морисон се појавио као Фет заједно са Веновом у другој сезони те серије, а потенцијална самостална серија први пут је најављена у новембру 2020. године. Књига Боба Фета званично је најављена у децембру 2020, када је објављено да ће Морисон и Венова тумачити главне улоге. До тог тренутка већ је почело снимање, које је трајало до јуна 2021. године.
Серија је премијерно емитована од 29. децембра 2021. до 9. фебруара 2022. године и састоји се од 7 епизода. Добила је углавном помешане рецензије критичара, који су похвалили глуму, акционе сцене, визуелне ефекте, кинематографију и музику, али су критиковали сценарио, причу, темпо серије, као и карактеризацију Бобе Фета.

## Радња
Боба Фет и Фенек Шанд покушавају да стекну углед у подземљу галаксије, након што су преузели територију коју је некада контролисао Џаба Хат.

## Улоге
| Глумац          | Улога                  |
| --------------- | ---------------------- |
| Темуера Морисон | Боба Фет               |
| Минг-На Вен     | Фенек Шанд             |
| Џенифер Билс    | Гарса Фвип             |
| Стивен Рут      | Лорта Пил              |
| Дани Трехо      | тренер ранкора         |
| Педро Паскал    | Дин Џарин / Мандалорац |
| Ејми Седарис    | Пели Мото              |
| Тимоти Олифант  | Коб Вант               |
| Росарио Досон   | Асока Тано             |
| Кори Бартон     | Кад Бејн               |
| Марк Хамил      | Лук Скајвокер          |

## Епизоде
| Бр. еп. | Наслов                                | Редитељ            | Сценариста              | Премијера                        |
| ------- | ------------------------------------- | ------------------ | ----------------------- | -------------------------------- |
| 1       | Поглавље 1: Странац у страној земљи   | Роберт Родригез    | Џон Фавро               | 29. децембар 2021. 14. јун 2022. |
| 2       | Поглавље 2: Племена Татуина           | Стеф Грин          | Џон Фавро               | 5. јануар 2022. 14. јун 2022.    |
| 3       | Поглавље 3: Улице Мос Еспе            | Роберт Родригез    | Џон Фавро               | 12. јануар 2022. 14. јун 2022.   |
| 4       | Поглавље 4: Наступајућа олуја         | Кевин Танчароен    | Џон Фавро               | 19. јануар 2022. 14. јун 2022.   |
| 5       | Поглавље 5: Повратак Мандалорца       | Брајс Далас Хауард | Џон Фавро               | 26. јануар 2022. 14. јун 2022.   |
| 6       | Поглавље 6: Из пустиње долази странац | Дејв Филони        | Џон Фавро и Дејв Филони | 2. фебруар 2022. 14. јун 2022.   |
| 7       | Поглавље 7: У име части               | Роберт Родригез    | Џон Фавро               | 9. фебруар 2022. 14. јун 2022.   |